# Joseph Henry Woodger
Joseph Henry Woodger (2 mai 1894 – 8 mars 1981) est un biologiste théoricien et philosophe de la biologie britannique dont les tentatives visant à rendre les sciences biologiques plus rigoureuses et empiriques ont eu une influence significative sur la philosophie de la biologie du XXe siècle. Karl Popper, l'éminent philosophe des sciences, a affirmé que « Woodger... a influencé et stimulé l'évolution de la philosophie des sciences en Grande-Bretagne et aux États-Unis comme presque personne d'autre ».

## Vie et travaux
Joseph Woodger est né à Great Yarmouth dans le Norfolk et étudie à l'University College de Londres de 1911 à 1922, à l'exception d'une période de service pendant la Première Guerre mondiale. Il devient ensuite lecteur à la faculté de médecine de l'hôpital Middlesex de l'Université de Londres. Il y devient professeur en 1947 et prend finalement sa retraite en 1959 en tant que professeur émérite de biologie. Il est membre du Theoretical Biology Club avec Joseph Needham, Conrad Hal Waddington, John Desmond Bernal et Dorothy Wrinch,,,. Karl Popper décrit le club comme « l'un des cercles d'études les plus intéressants dans le domaine de la philosophie des sciences ».

## Famille
Woodger est connu de ses amis et de sa famille sous le nom de « Socrates », et avec sa femme Eden (née Buckle), il vit à Epsom dans le Surrey, où ils ont quatre enfants. Son enfant aîné est Mike Woodger (en) (né en 1923), un pionnier de l'informatique qui a travaillé avec Alan Turing au National Physical Laboratory, menant au premier ordinateur Pilot ACE. Il est décédé en 1981.

## Sur la méthode scientifique
Woodger dirige l'introduction de la philosophie positiviste des sciences dans la biologie avec son livre de 1929 Biological Principles , pour lequel il est vivement critiqué, quoique injustement. Il considère qu'une science mature est caractérisée par un cadre d'hypothèses qui peuvent être vérifiées par des faits établis par des expériences. Il critique le style traditionnel de l'histoire naturelle de la biologie, y compris l'étude de l'évolution, comme une science immature, car elle s'appuyait sur le récit .
Par exemple, il écrit : « Certes, certaines hypothèses sont devenues si bien établies que personne n'en doute. Mais cela ne veut pas dire qu'on sait qu'elles sont vraies. On ne peut pas déterminer la véracité d'une hypothèse en comptant le nombre de personnes qui croient et une hypothèse ne cesse pas d'être une hypothèse quand beaucoup de gens y croient. » .
Woodger entreprend de jouer pour la biologie le rôle du chimiste sceptique (en) de Robert Boyle, avec l'intention de convertir le sujet en une science formelle et unifiée et, finalement, à la suite du Cercle de Vienne de positivistes logiques comme Otto Neurath et Rudolf Carnap, de réduire la biologie à la physique et la chimie. Ses efforts ont stimulé le biologiste J.B.S. Haldane à promouvoir l'axiomatisation de la biologie et ont contribué à réaliser la synthèse moderne de la biologie évolutive, combinant la génétique, l'évolution, l'écologie et d'autres disciplines.